# 드레스덴성

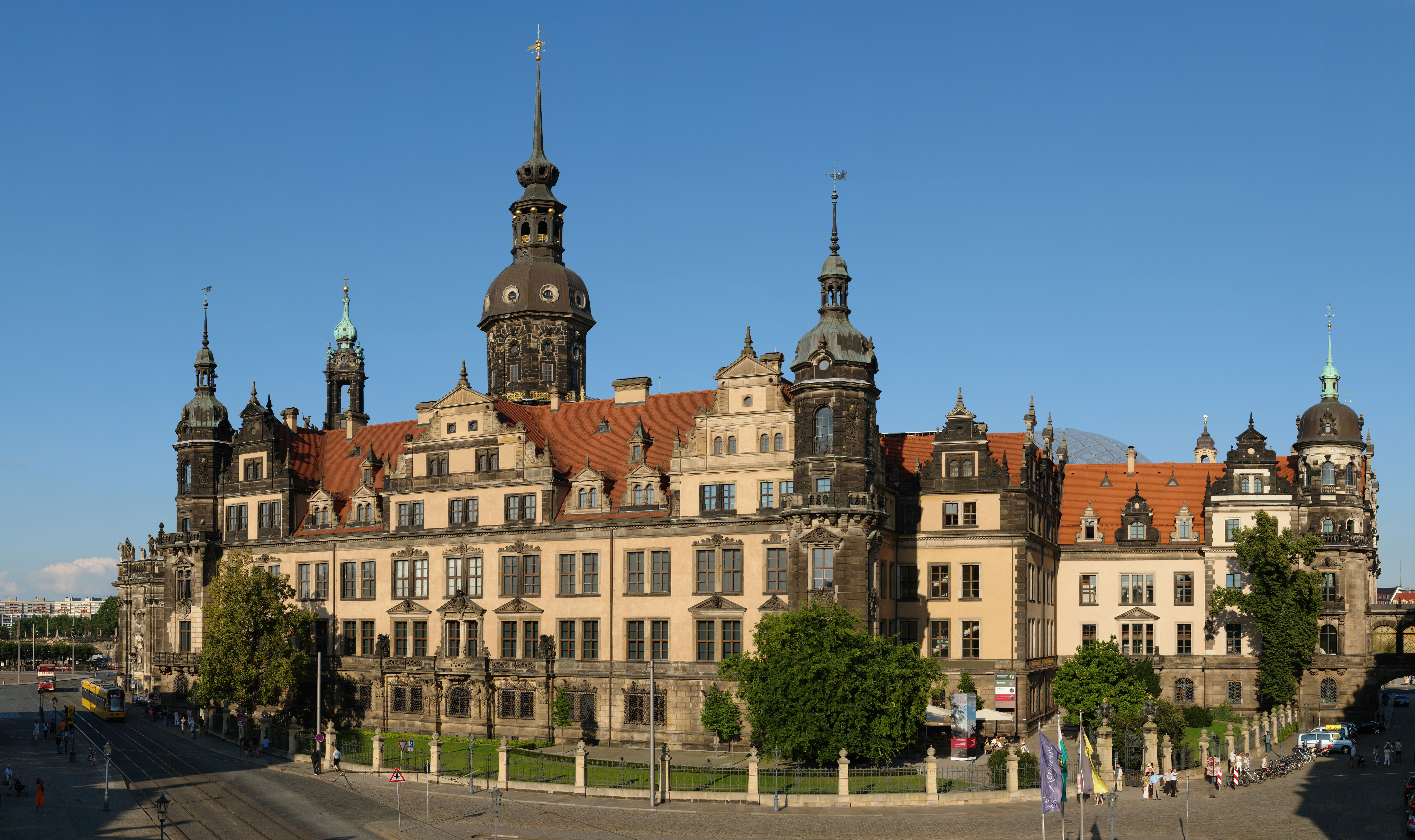
드레스덴성 (2008년)

드레스덴성(독일어: Residenzschloss Dresden)는 독일 작센주 드레스덴에서 가장 오래된 건물 중 하나다. 거의 400년 동안 작센 선제후(1547~1806)와 베틴의 알베르틴 가문의 왕 (1806~1918)과 폴란드 왕 (1697~1763)의 거주지였다. 바로크에서 네오 르네상스까지 다양한 건축 양식으로 유명하다.
오늘날 성은 그뤼네스 게뵐베, 뮌츠카비네트, 판화 박물관, 드레스덴 병기고 등이 있는 박물관 단지로 사용되고 있다.

## 역사
원래 성은 1200년경에 지어진 로마네스크 양식의 망루였다. 하우스만스투름은 15세기 초에 지어졌다. 1468년부터 1480년까지 망루는 건축가 아르놀트 본 베스트팔렌에 의해 확장되어 폐쇄된 4개 날개 구조가 되었다. 16세기 중반에 작센 르네상스 양식으로 증축되었다.
1701년 대형 화재 이후, 아우구스트 2세는 성의 대부분을 바로크 양식으로 재건했다. 이때 서쪽 윙에 수집실이 만들어졌다. 은의 방, 전령의 방, 프레티오센살은 1723년에서 1726년 사이에 지어졌고, 카민치머, 유벨렌치머 (보석방), 상아방, 청동방은 1727년에서 1729년 사이에 지어졌다.
작센의 통치 가문인 베틴 가문의 800주년을 맞아 1889년과 1901년 사이에 더 많은 재건이 이루어졌다.
네오 르네상스식 개조 공사가 진행되었고, 1914년에는 바닥 난방과 전등 설치 등 다양한 현대화가 이루어졌다. 성 단지와 인접한 요하네움(Johanneum)을 연결하는 스탈호프(마구간 안뜰) 외부에는 예술가 빌헬름 발터가 군주의 행렬을 그렸다. 102m 길이의 이 벽화는 베틴스의 역사를 나타낸다. 이 벽화는 금세 희미해졌기 때문에 1904년과 1907년 사이에 약 23,000개의 마이센 도자기 타일로 옮겨졌다.
제2차 세계 대전 중 1945년 2월 13일 드레스덴 폭격으로 성의 대부분이 지붕 없는 건물로 파괴되었다. 그뤼네스 게뵐베의 3개 방이 파괴되었다. 그러나 컬렉션은 살아남았고 전쟁 초기에 쾨니히슈타인 요새로 안전하게 옮겨졌다.
제2차 세계 대전이 끝난 후 처음 15년 동안 성을 재건하려는 시도는 1946년에 임시 지붕을 설치하는 것을 제외하고는 이루어지지 않았다. 복원은 1960년대에 새 창문을 설치하면서 시작되었으며 그 이후로 빠르게 진행되었다.